# Tamoya gargantua
Tamoya gargantua är en nässeldjursart som beskrevs av Ernst Haeckel 1880. Tamoya gargantua ingår i släktet Tamoya och familjen Tamoyidae. Inga underarter finns listade i Catalogue of Life.